# Střední Evropa

Střední Evropa podle The World Factbook (2009) Encyclopedia Britannica a Brockhaus Enzyklopädie (1998)

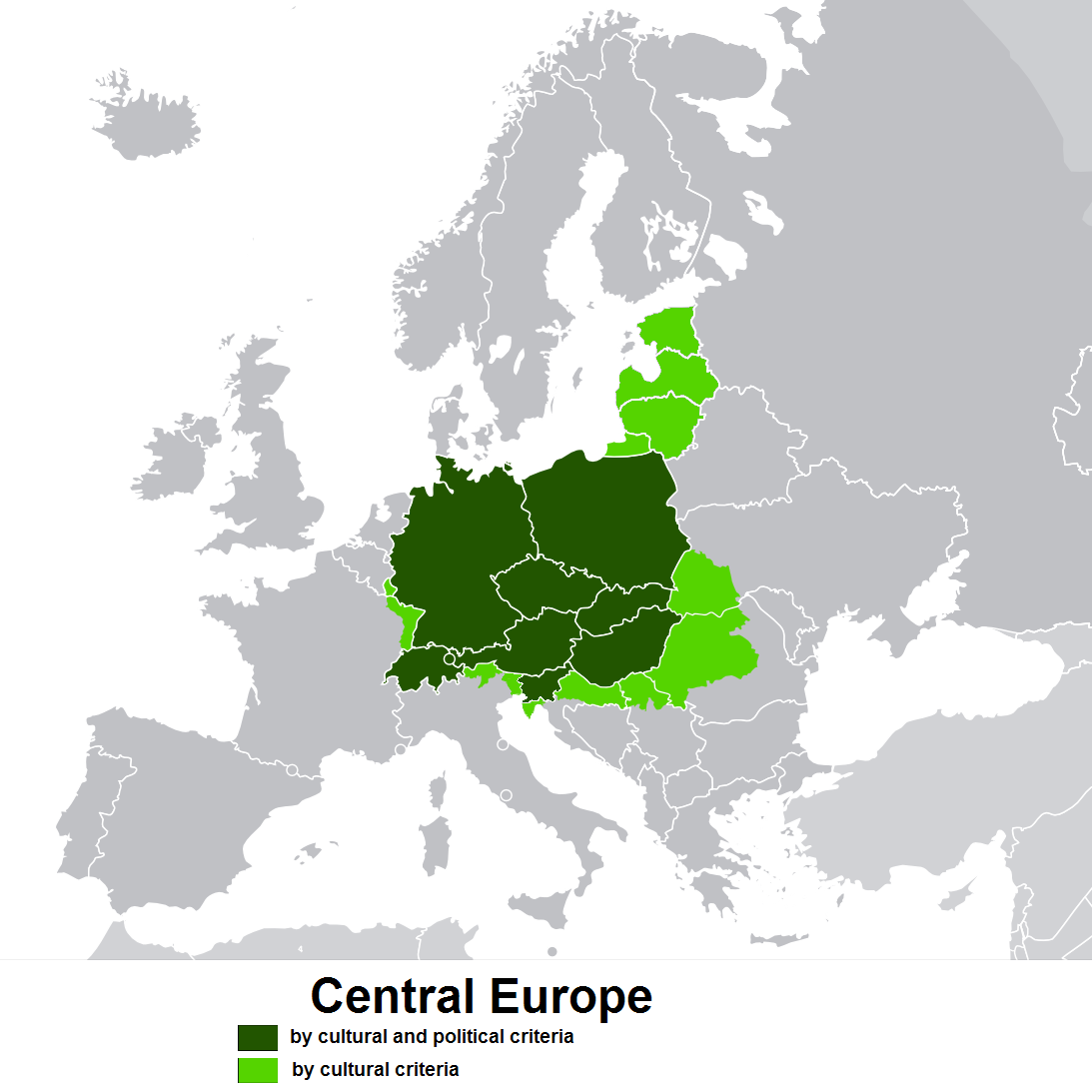
Střední Evropa podle P. Jonese (Leibniz Institute for Regional Geography). Mnoho zemí a oblastí spadalo pod Německé císařství a Rakousko-Uhersko nebo polsko-litevskou unii; tudíž mají historické a kulturní konexe.

Střední Evropa je region ležící mezi různě definovatelnými oblastmi východní a západní Evropy.

## Historie pojmu

Střední Evropa jako území, které před rokem 1918 zahrnovalo Německé císařství, Kongresové Polsko, Švýcarsko a Rakousko-Uhersko

Pojem střední Evropa byl poprvé patrně užit v roce 1814 na vídeňském mírovém kongresu, kdy byl takto označován prostor dnešního Německa a Beneluxu (Europe intermédiaire).
Spíše než fyzické uskupení je pojem „střední Evropa“ symbolem sjednocení, v kontrastu s Východem reprezentovaném Osmanskou říší a Ruskou říší a do první světové války se lišil od Západu tím, že byl tvořený oblastmi relativního politického konzervatismu oproti liberalismu na Západě (Francie a Velká Británie) a vlivy Francouzské revoluce. V 19. století, když se Francie stala republikou a Británie byla liberální parlamentní monarchie, ve které měl panovník velmi málo moci, Rakousko-Uhersko a Prusko (později část Německé říše), na druhou stranu zůstaly konzervativními monarchiemi, ve kterých panovník a jeho dvůr hrál ústřední vládní roli, spolu s vlivy církve.
Zvláštní postavení střední Evropy (geograficky západní okraj východní Evropy; historicky a strukturálně východní okraj Evropy západní) se nejlépe odráželo v postavení Německa, které se chápalo nacházet v oné „středové poloze“ (Mittellage) a v době první světové války vyvinulo koncept Německem ovládaného středoevropského prostoru, tzv. Mitteleuropa. Po první světové a o to více po druhé světové válce, se narušilo liberální a konzervativní rozdělení mezi Východ a Západ a bylo nahrazeno politickým rozdělením mezi demokraticky a autokraticky řízené země.
Pojmem střední Evropy se v 50. letech 20. století zabýval polský historik Oskar Halecki. Definoval ji jako zónu přechodu mezi Západem a Východem a dokonce navrhl vnitřní rozlišení na West a East Central Europe. Během studené války však upadly tyto pojmy v podstatě do zapomenutí. Na světlo světa se vrátily až v 80. letech, kdy se jimi začali zabývat maďarští, českoslovenští a částečně polští disidenti. Jiní autoři zpracovali problematiku středoevropského regionu pod jinými názvy. Maďarští historici Ivan Bérend a György Ránki, podobně jako britský profesor Hugh Seton-Watson spojili tři středoevropské země (Polsko, Československo, Maďarsko) s Balkánem a tento region jmenovali Eastern Europe. Jiní autoři navazují na Masarykovu koncepci střední Evropy jako prostoru mezi Německem a Ruskem a k těmto zemím připojují ještě Pobaltí, na severu Finsko a na jihu Turecko. Pouze Antony Polonsky a Jan Křen řadí ke středoevropské trojici Polsko, Československo a Maďarsko i Rakousko, zatímco kupříkladu Piotr S. Wandycz v tomto souhrnu rakouské a německé země opomíjí. Politolog Oskar Krejčí analyzuje pojetí střední Evropy s Německem i bez Německa a člení ji na severní, vnitřní a jižní zónu od Severního a Baltského moře po moře Egejské a Baltické.

## Geografické vymezení

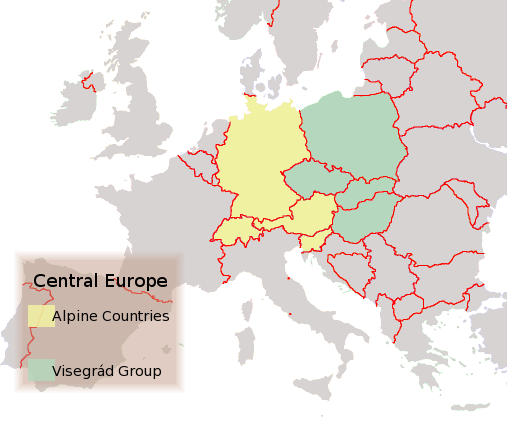
Politická mapa Visegrádské čtyřky a alpských zemí

Geografie definuje hranice střední Evropy na severu (severní Evropa/Skandinávie oddělená Baltským mořem) a na jihu (Apeninský poloostrov/Itálie oddělená Alpami). Hranice se západní Evropou a východní Evropou jsou zeměpisně mnohem více flexibilní a proto kulturní a zeměpisné definice se pohybují více ve směru Východ-Západ než Sever-Jih, je však potřeba zmínit řeku Rýn, která protíná západní Německo.
Proto také většina encyklopedií definuje střední Evropu[zdroj?] jako následujících 9 zemí (5 alpských, 4 visegrádské), sporné je především Slovinsko, které některé řadí do jihovýchodní Evropy a některé přidávají do střední Evropy:
| - Rakousko - Německo - Švýcarsko - Lichtenštejnsko - Slovinsko |  | alpské země        |
| - Maďarsko - Polsko - Česko - Slovensko                        |  | Visegrádská čtyřka |

### Tabulka států
| Stát            | Počet obyvatel (2019) | Rozloha (km²) | Hlavní město |
| --------------- | --------------------- | ------------- | ------------ |
| Rakousko        | 9 106 000             | 83 879        | Vídeň        |
| Německo         | 83 020 000            | 357 386       | Berlín       |
| Švýcarsko       | 8 570 000             | 41 285        | žádné (Bern) |
| Lichtenštejnsko | 38 250                | 160           | Vaduz        |
| Slovinsko       | 2 128 000             | 20 271        | Lublaň       |
| Maďarsko        | 9 810 000             | 93 030        | Budapešť     |
| Polsko          | 37 970 000            | 312 679       | Varšava      |
| Česko           | 10 710 000            | 78 866        | Praha        |
| Slovensko       | 5 474 000             | 49 035        | Bratislava   |

## Charakteristika

### Poloha
Region leží zhruba uprostřed evropského subkontinentu, sahá od pobřeží Severního a Baltského moře po Alpy a Dunajskou kotlinu, výběžkem Slovinska se dotýká i Jaderského moře. Tato poloha je v současné době na rozdíl od minulosti výhodná. V průběhu dějin se zde ovšem neustále setkávaly a střetávaly různé kulturní a politické vlivy, což se odrazilo v častých válkách a proměnlivosti hranic. Rozloha 923 020 km².

### Povrch, podnebí, vegetace
Povrch střední Evropy je velmi rozmanitý. Nachází se zde pobřežní i vnitrozemské nížiny, vrchoviny i velehory. Z horských celků jsou zde Alpy, Hercynská pohoří a Karpaty. Karpaty opisují ve východní části střední Evropy velký oblouk, jehož západní konec se dělí na několik větví. Hlavní končí na Dunaji při Bratislavě, druhá (vnitřní) sahá k řece v okolí Ostřihomi. Převládá mírné přechodné podnebí a hustá říční síť. Původní rostlinný kryt tvořil smíšený les, který byl převážně přeměněn na zemědělskou půdu. Lesnatost je proto poměrně nízká a až na výjimky (Šumava, Bělověžský prales) zde chybí souvislejší lesní porost.

### Obyvatelstvo
Přírodní poměry značně ovlivnily rozložení obyvatel a průmyslu. Nejvyšší koncentrace lidí se vyskytuje podél řek a v místech současné nebo bývalé těžby uhlí (Porýní, Porúří, Horní Slezsko, Podkrušnohoří). Státy střední Evropy se vyznačují vysokou hustotou zalidnění a rozdrobenou sídelní strukturou (hustá síť drobných sídel a malých měst). Pokles počtu obyvatel zmírňuje silné přistěhovalectví, zejména do Švýcarska a Německa (Turci). Milionovými velkoměsty střední Evropy jsou Berlín, Budapešť, Hamburk, Varšava, Vídeň, Mnichov, Praha a Kolín nad Rýnem. Je zde 160 milionů obyvatel.
Z etnického hlediska je prostor střední Evropy osídlen zejména Germány, a to vesměs německojazyčnými, a Slovany – všichni Západní Slované a okrajově Jižní Slované (Slovinci). Jihovýchod regionu obývají ugrofinští Maďaři. Největšími národy jsou Němci a Poláci.

### Ekonomika a doprava
Ekonomickým gigantem je Německo, mezi světově nejvyspělejší ekonomiky patří i Švýcarsko, Rakousko a Lichtenštejnsko. Ekonomická úroveň klesá směrem na východ. V průmyslu převažují strojírenství (dopravní prostředky), hutnictví a chemie. V zemědělství mírně převládá živočišná výroba nad rostlinnou. Ta se zaměřuje na pěstování obilí, cukrovky a brambor. Hustá a frekventovaná je dopravní síť, která hojně využívá dálnice, železnice i vodní cesty. Nejvýznamnějším letištěm je Frankfurt nad Mohanem a námořním přístavem Hamburk.